# Bärbel Nehring-Kleedehn

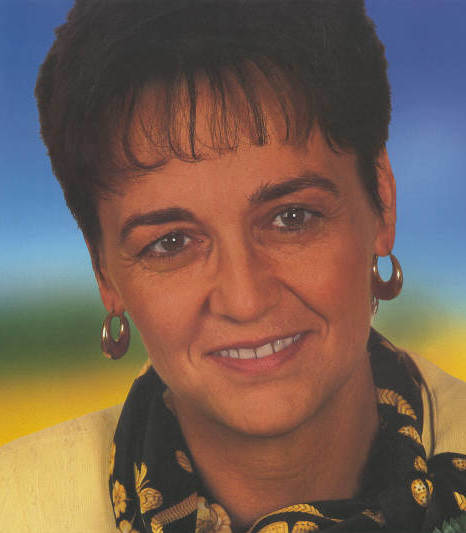
Bärbel Nehring-Kleedehn (1998)

Bärbel Nehring-Kleedehn, geb. Kleedehn (* 29. Juli 1952 in Schwerin; † 28. April 2022 in Oldenburg (Oldb)) war eine deutsche Wirtschaftswissenschaftlerin und Politikerin (CDU).

## Leben und Beruf
Kleedehn war Tochter eines Ingenieurs. Nach dem Abitur 1971 an der Erweiterten Oberschule in Wolgast studierte sie bis 1973 Chemie, Russisch und Französisch an der Universität Greifswald. Anschließend arbeitete sie als Industriekauffrau, war zunächst Sachbearbeiterin und später Wirtschaftsleiterin im Kernkraftwerk Lubmin. Nebenberuflich nahm sie 1982 ein Studium der Wirtschaftswissenschaften (Fernstudium) an der Handelshochschule Leipzig auf, das sie 1988 mit der Prüfung zur Diplom-Ökonomin abschloss.
Während der politischen Wende in der DDR beteiligte sich Kleedehn 1989/90 am Aufbau eines Backwarenkombinats. Sie wurde später Mitglied im Kuratorium des Deutschen Roten Kreuzes (DRK). Von 1998 bis 2002 war sie Präsidentin des DRK-Landesverbands Mecklenburg-Vorpommern.

## Politik
Kleedehn trat 1988 der Ost-CDU bei, wurde 1990 Mitglied der CDU und im gleichen Jahr in den Landesvorstand der CDU Mecklenburg-Vorpommern gewählt. 1995 wurde sie Vorsitzende des CDU-Kreisverbands Ludwigslust.
Kleedehn war von 1994 bis 2002 Mitglied des Landtags von Mecklenburg-Vorpommern.
Kleedehn war von Mai bis Oktober 1990 Finanzsenatorin der Stadt Greifswald. Sie wurde am 27. Oktober 1990 als Finanzministerin in die von Ministerpräsident Alfred Gomolka geführte Regierung des Landes Mecklenburg-Vorpommern berufen und gehörte seit 1992 auch der von Ministerpräsident Berndt Seite geleiteten Folgeregierung an. In ihrer Funktion als Finanzministerin geriet sie zunehmend unter Druck der Opposition.
Am 7. Mai 1996 musste Kleedehn im Zuge einer Kabinettsumbildung die Leitung des Finanzressorts an Sigrid Keler abtreten. Gleichzeitig übernahm sie die Leitung des Ministeriums für Bau, Landesentwicklung und Umwelt. Nach der Wahlniederlage der CDU bei den Landtagswahlen 1998 und der Bildung einer Koalition aus SPD und PDS schied sie am 3. November 1998 aus der Regierung aus.